# Xã Lake, Quận Newton, Indiana
Xã Lake (tiếng Anh: Lake Township) là một xã thuộc quận Newton, tiểu bang Indiana, Hoa Kỳ. Năm 2010, dân số của xã này là 2.384 người.